# Krypvideguldmal
Krypvideguldmal (Phyllonorycter quinqueguttellus) är en fjärilsart som först beskrevs av Henry Tibbats Stainton 1851.  Krypvideguldmal ingår i släktet guldmalar, och familjen styltmalar. Enligt den finländska rödlistan är arten nära hotad i Finland. Arten är reproducerande i Sverige. Artens livsmiljö är strandängar vid Östersjön.